# رشکوئیه

## جمعیت
بر پایه سرشماری عمومی نفوس و مسکن در سال ۱۳۹۵ جمعیت این روستا ۶۸۰ نفر (۲۵۰خانوار) بوده‌است.